# Ocean’s 8
Ocean’s 8 ist eine US-amerikanische Heist-Filmkomödie. Der Film ist ein Ableger mit weiblicher Besetzung und die Fortsetzung der Filme Ocean’s Eleven, Ocean’s 12 und Ocean’s 13. Gary Ross übernahm die Regie und schrieb zusammen mit Olivia Milch das Drehbuch. Der Film wurde am 8. Juni 2018 von Warner Bros. in den USA veröffentlicht. Der deutsche Kinostart war am 21. Juni 2018.

## Handlung
Die kürzlich auf Bewährung entlassene Hochstaplerin Debbie Ocean, die jüngere Schwester des verstorbenen Danny Ocean, überzeugt ihre ehemalige Komplizin und Partnerin Lou Miller, sich ihr bei einem neuen Trickdiebstahl anzuschließen. Sie stellen ihr Team zusammen: die bankrotte Modedesignerin Rose Weil, die Goldschmiedin Amita, die unbedingt aus dem Haus ihrer Mutter ausziehen möchte, die im Umgang mit Sicherheitssystemen erfahrene Hackerin Nine Ball, die Trickbetrügerin und Taschendiebin Constance und die Geschäftsfrau Tammy, die in der Garage ihres Vorstadthauses gestohlene Waren lagert und weiterverkauft.
Debbie plant, ein 150 Millionen Dollar teures Cartier-Collier während der bevorstehenden Met Gala zu stehlen und dabei den Filmstar Daphne Kluger als unwissende Komplizin zu benutzen. Das Team manipuliert Daphne, damit sie Rose anheuert, und überzeugt Cartier, Daphne das Collier zur Verfügung zu stellen. Auf einer Vorbesichtigung scannen sie das Collier digital ein und stellen davon eine Zirkonia-Nachbildung her. Tammy sichert sich einen Job bei der Modezeitschrift Vogue und kann sich so an der Organisation der Gala beteiligen. Sie lässt Lou als Ernährungsberaterin einstellen, während Debbie Daphne dazu bringt, den Kunsthändler Claude Becker, dessen Verrat Debbie ins Gefängnis brachte, als ihren Tischherrn einzuladen. Lou wirft Debbie vor, ein Racheplan gegen Becker könne den Diebstahl gefährden, doch Debbie beschwichtigt sie.
Erst bei der offiziellen Anprobe erfährt Rose, dass das Collier, einmal angelegt, nur mit einem speziellen Magnetschlüssel wieder abgenommen werden kann. Darauf bittet Nine Ball ihre jüngere Schwester Veronica um Hilfe bei der Herstellung eines Duplikats dieses Schlüssels.
Auf der Gala versetzt Lou Daphnes Suppe mit einem Brechmittel und zwingt sie so zu einem überstürzten Besuch der Damentoilette, wo Nine Ball zuvor durch langsames Verstellen der Sicherheitskameras einen toten Winkel geschaffen hat. Während die Wachleute draußen warten und Daphne sich in der Toilette erbricht, entfernt Constance geschickt das Collier von Daphnes Hals. Sie lässt es von einem abräumenden Hilfskellner zu Amita in die Küche bringen, die es dort in einer improvisierten Geheimwerkstatt zerlegt. Als die Sicherheitskräfte Daphne ohne das Collier aus der Toilette kommen sehen, wird das Museum sofort abgeriegelt und durchsucht, bis Tammy das Duplikat „findet“. Constance verteilt die Teile des Colliers an das Team, Debbie schiebt Becker ein Stück davon unter. Als die Frauen anschließend ihren Erfolg feiern, erscheint Daphne. Sie eröffnet ihnen, dass sie von dem Vorhaben wusste, und nimmt das Angebot eines Anteils an.
Zurück bei Cartier wird das Collier als Fälschung erkannt und der Versicherungsermittler John Frazier mit der Untersuchung beauftragt. Frazier verdächtigt Debbie, aber ihre Anwesenheit auf dem Videomaterial der Gala gibt ihr ein wasserdichtes Alibi. Sie sagt Frazier, dass sie möglicherweise weiß, wer das Collier gestohlen hat. Daphne besucht Becker und schickt Frazier ein Bild des ihm untergeschobenen Teiles. Um Becker noch mehr in die Falle zu locken, heuert Debbie Schauspielerinnen an, die sich als ältere Damen ausgeben, um das Collier Stück für Stück zu verkaufen und das Geld auf ein Konto Beckers einzuzahlen. Die Polizei nimmt Becker in Gewahrsam.
Während die acht ihren Erfolg feiern, enthüllt Lou ein zusätzliches Ziel der Aktion: Während die Gala evakuiert wurde, ersetzten sie und Yen, ein Akrobat und früheres Teammitglied von Danny, die gesamte Met-Ausstellung königlicher Juwelen durch Nachbildungen, was den Gesamtwert der Beute mehr als verdoppelte. Mit einem unerwartet hohen Anteil geht dann jedes Mitglied des Teams seinen eigenen Weg: Amita reist mit einem Mann nach Paris, Rose zahlt ihre Schulden ab und eröffnet ihren eigenen Laden, Constance kauft ein geräumiges Loft in der Stadt und wird YouTuberin, Tammy erweitert ihr Geschäft mit gestohlenen Waren, Nine Ball eröffnet eine Billardhalle, Daphne wird Filmregisseurin, Lou unternimmt eine Geländefahrt und Debbie mixt und genießt einen Martini an Dannys Urnengrab, wohl wissend, dass er stolz auf sie gewesen wäre.

## Produktion
Im August 2016 wurde die Besetzung der Hauptrollen mit Sandra Bullock, Cate Blanchett, Helena Bonham Carter und Mindy Kaling bestätigt. Später wurden Anne Hathaway, Rihanna, Awkwafina und Sarah Paulson als weitere Hauptrollen benannt.
Heidi Klum, Serena Williams, Katie Holmes, Anna Wintour und Common haben Cameo-Auftritte als sie selbst im Film.
Am 25. Oktober 2016 begannen die Dreharbeiten des Filmes in New York City, unter anderem im Metropolitan Museum of Art (MET) und im Luxus-Hotel The Pierre. Im März 2017 verkündete Cate Blanchett, die Produktion sei offiziell beendet.

## Besetzung und Synchronisation
Die deutsche Synchronisation des Films entstand bei der Interopa Film nach einem Dialogbuch von Sven Hasper unter der Dialogregie von Axel Malzacher.

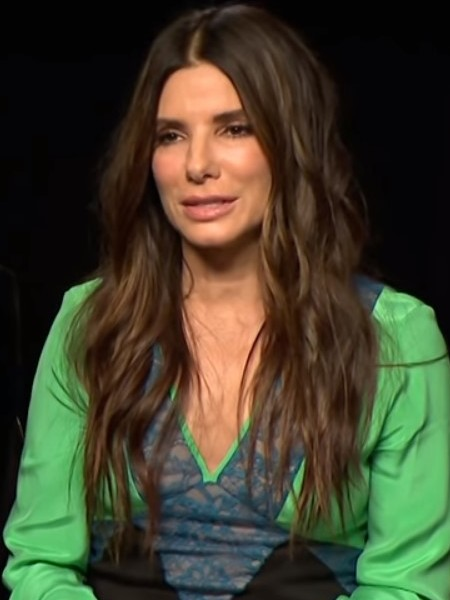
Sandra Bullock spielt Debbie Ocean
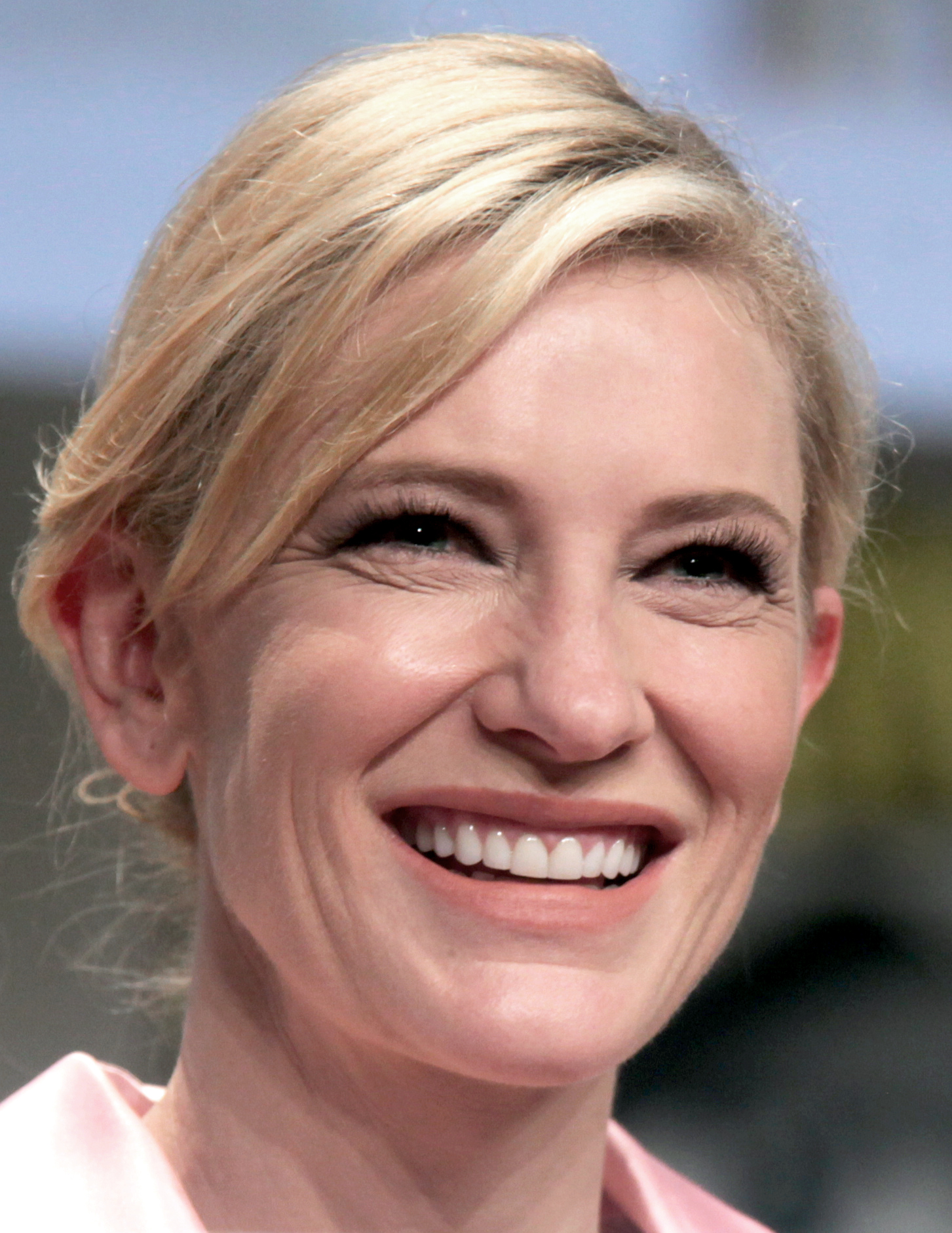
Cate Blanchett spielt Lou Miller
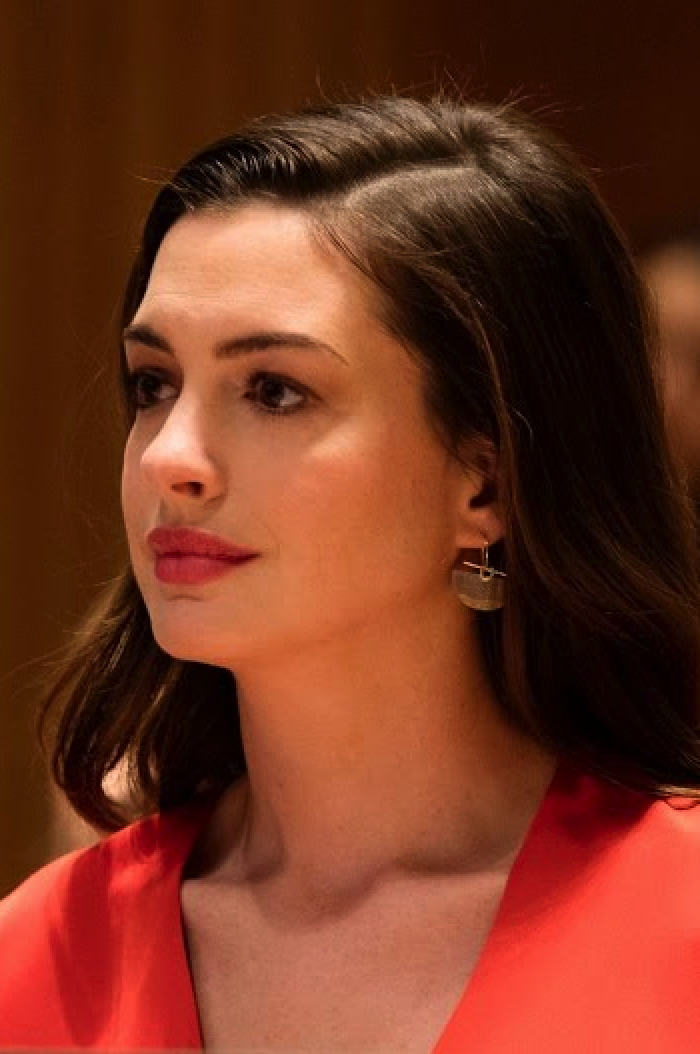
Anne Hathaway spielt Daphne Kluger
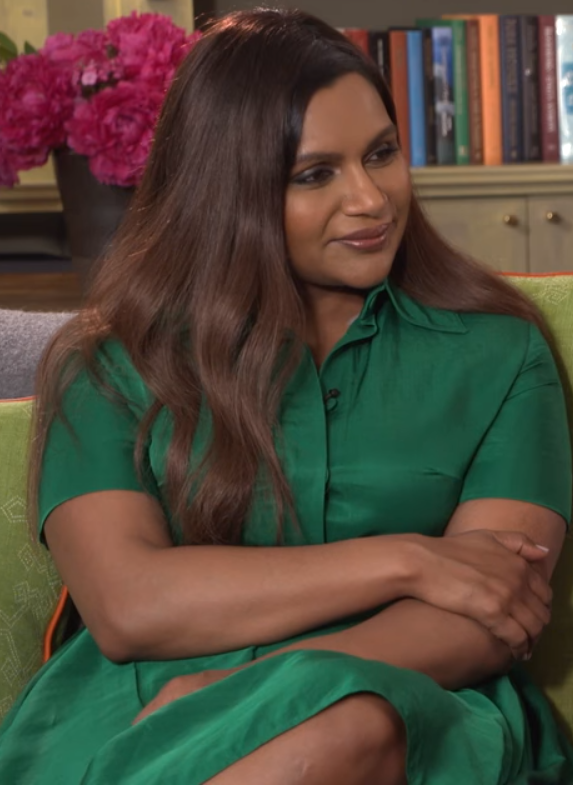
Mindy Kaling spielt Amita
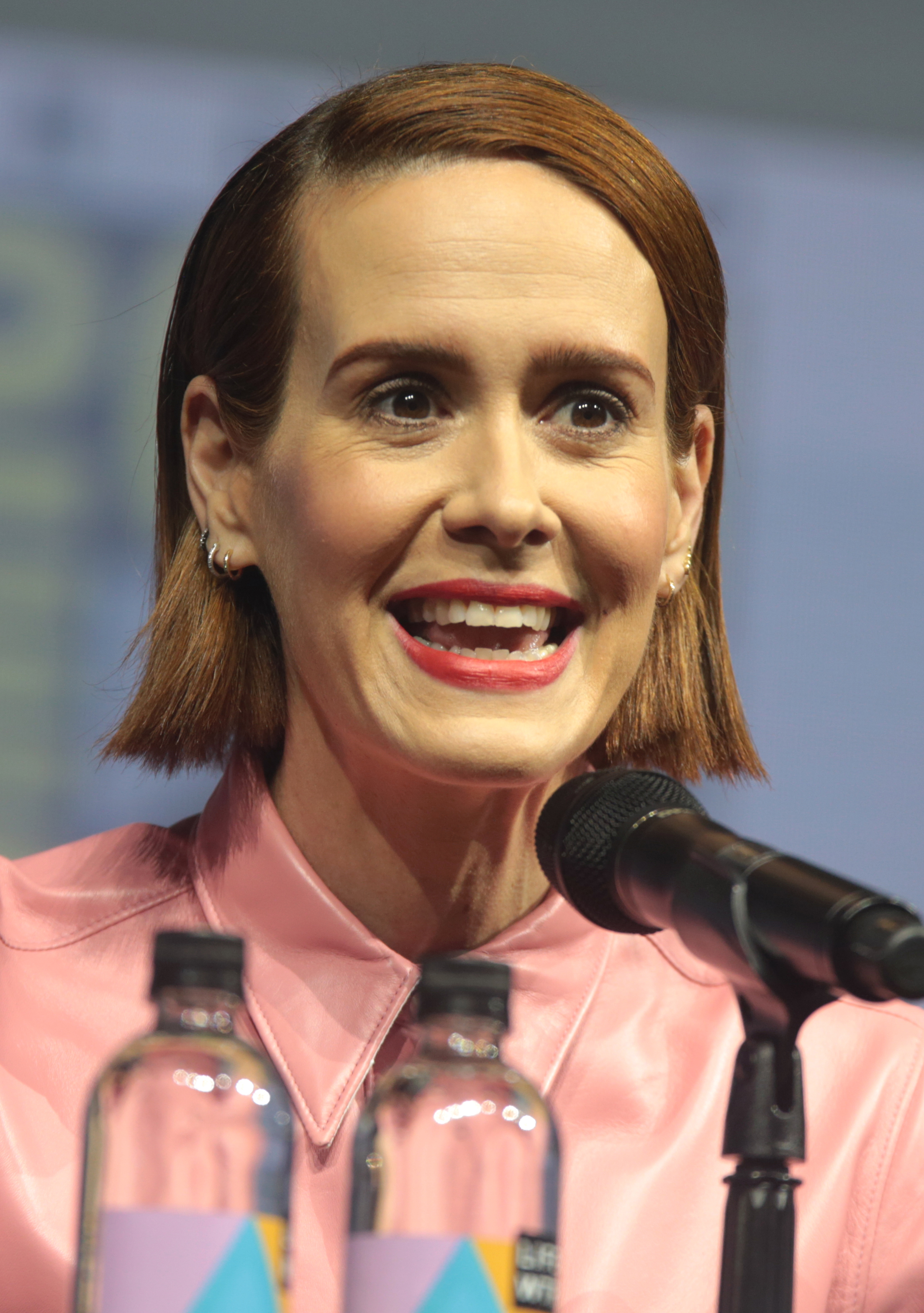
Sarah Paulson spielt Tammy
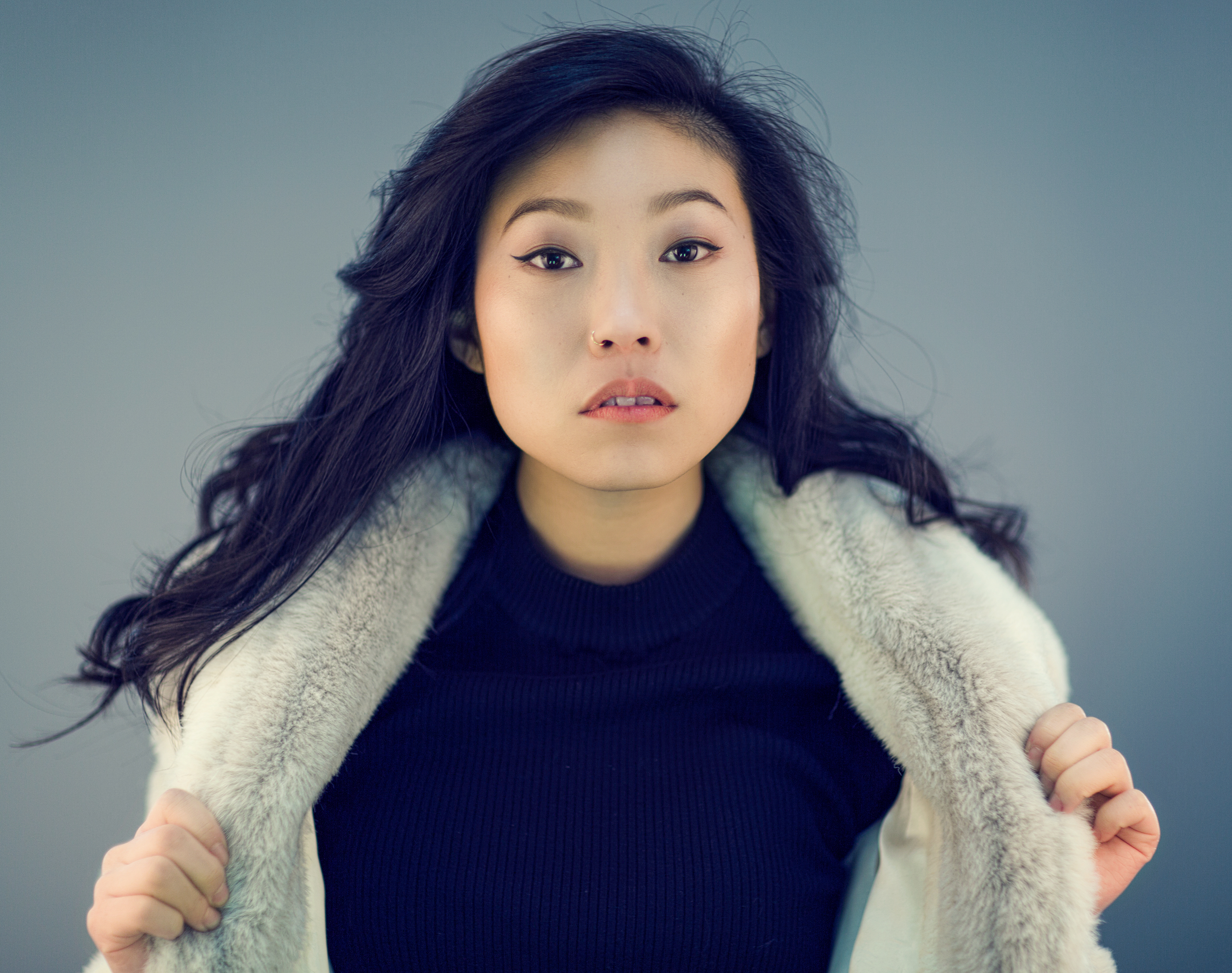
Awkwafina spielt Constance
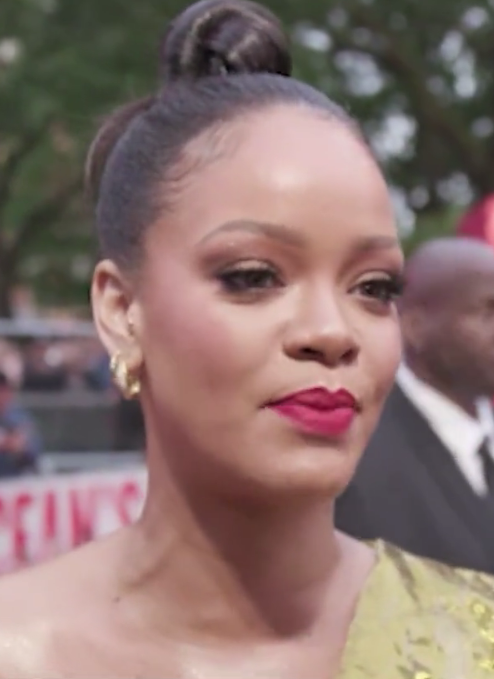
Rihanna spielt Nine Ball
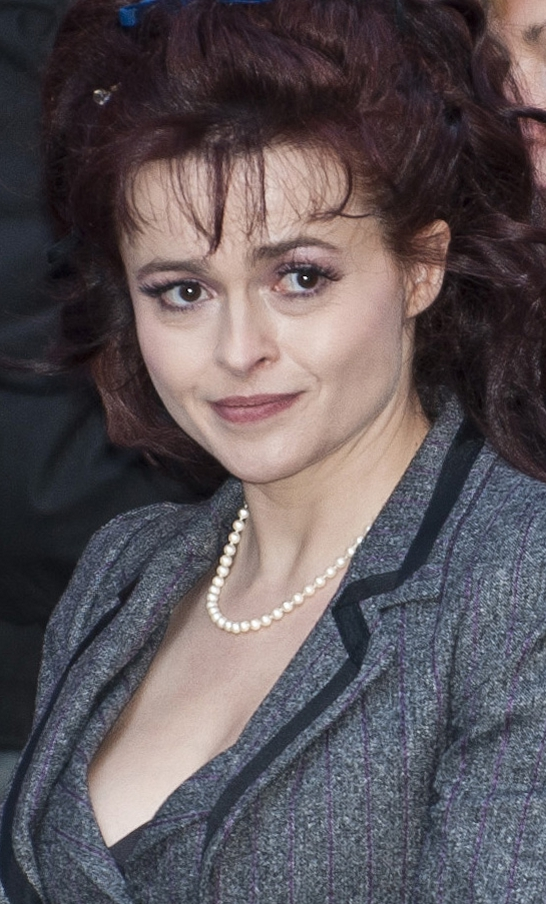
Helena Bonham Carter spielt Rose Weil
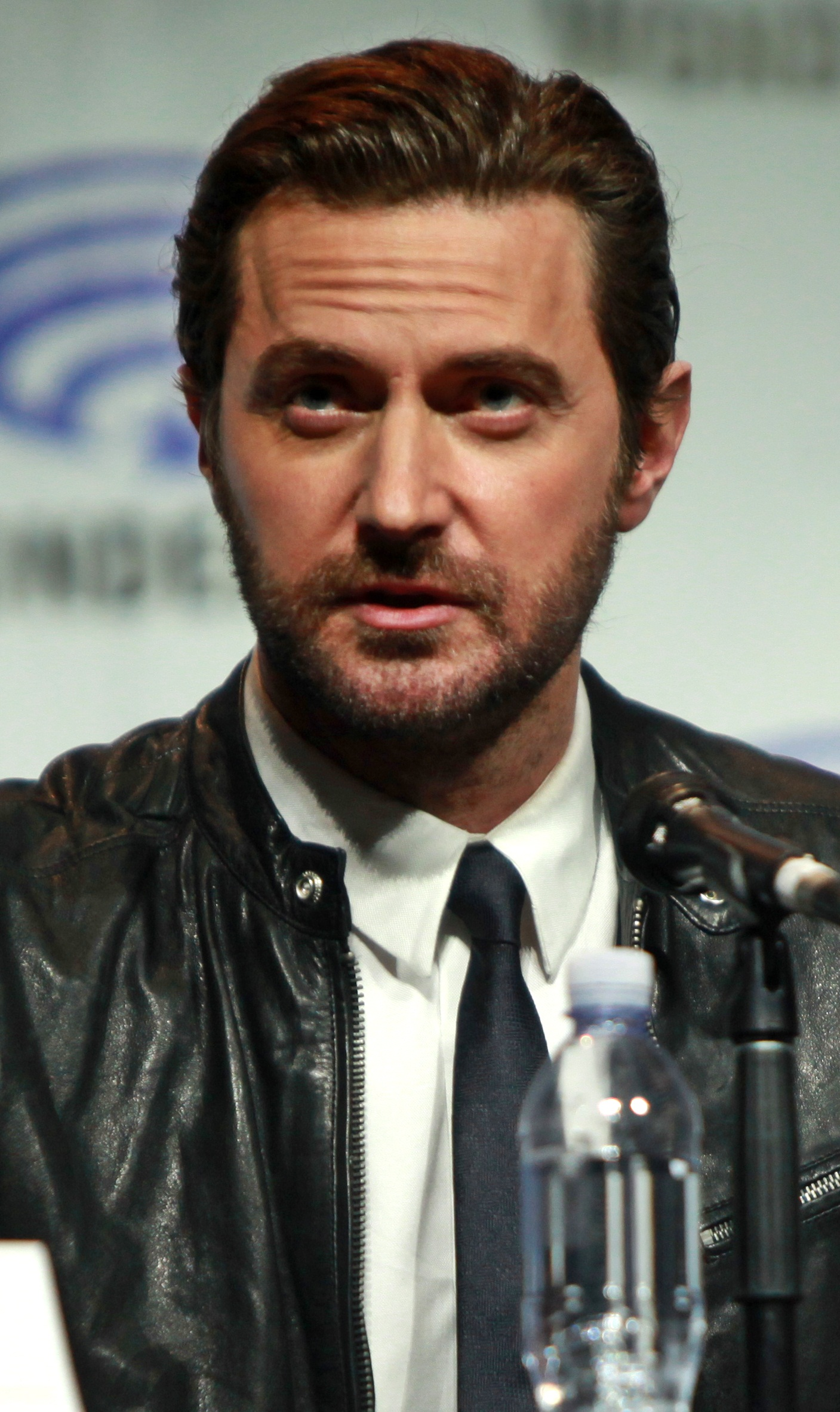
Richard Armitage spielt Claude Becker

| Rolle           | Schauspieler         | Synchronsprecher   |
| --------------- | -------------------- | ------------------ |
| Debbie Ocean    | Sandra Bullock       | Bettina Weiß       |
| Lou Miller      | Cate Blanchett       | Elisabeth Günther  |
| Daphne Kluger   | Anne Hathaway        | Marie Bierstedt    |
| Amita           | Mindy Kaling         | Magdalena Turba    |
| Tammy           | Sarah Paulson        | Anna Carlsson      |
| Constance       | Awkwafina            | Maria Hönig        |
| Nine Ball       | Rihanna              | Maximiliane Häcke  |
| Rose Weil       | Helena Bonham Carter | Melanie Pukaß      |
| Claude Becker   | Richard Armitage     | Torben Liebrecht   |
| John Frazier    | James Corden         | Tobias Müller      |
| Penelope Stern  | Dakota Fanning       | Lisa May-Mitsching |
| Reuben Tishkoff | Elliott Gould        | Roland Hemmo       |
| Yen             | Qin Shaobo           | – 1                |
| April           | Midori Francis       | Alice Bauer        |
| David Welch     | Damian Young         | Oliver Siebeck     |
| Diana           | Dana Ivey            | Eva-Maria Werth    |

## Trivia
- Die Anfangsszene ist eine Referenz an den ersten Film der Reihe, Ocean’s Eleven, in der Danny Ocean in ähnlicher Weise befragt wird wie Debbie Ocean und ähnlich Auskunft gibt.

- Während des Coups schlüpft Debbie Ocean in die Rolle einer Hilda Schneider. Sie spricht dabei durchgehend Deutsch, was Darstellerin Sandra Bullock aufgrund ihrer deutschen Mutter fast akzentfrei beherrscht. Während der MET-Gala spricht sie auch mit Heidi Klum, die sich selbst spielt, auf Deutsch.[11]

- Die Chefredakteurin der US-Modezeitschrift Vogue, Anna Wintour, spielt in einem Cameo-Auftritt sich selbst. Auch Katie Holmes, Maria Sharapova, Serena Williams, Richard Madden, Kim Kardashian, Common, Adriana Lima, Desiigner, Kylie Jenner, Alexander Wang, Liu Wen, Kendall Jenner, Bella Hadid, Gigi Hadid, Lily Aldridge, Olivia Munn, Jaime King, Mac Posen, Hailey Baldwin, Derek Blasberg, Sofia Richie, Heidi Klum, Dakota Fanning, Kelly Rohrbach, Lauren Santo Domingo und Rainey Qualley sind als Partygäste zu sehen.[12]

- Neben der Grabplatte von Danny Ocean befindet sich das Grab einer Helga Meyer. Das ist der Geburtsname von Sandra Bullocks Mutter. Die Lebensdaten stimmen allerdings nicht überein.

- Der Schmuckraub während der Met-Gala wird in der Simpsons Folge „Die weiblichen Verdächtigen“ (Staffel 32, Folge 17, Originaltitel „Uncut Femmes“) parodiert.

## Rezeption

### Kritiken
Ocean’s 8 konnte 68 Prozent der Kritiker auf Rotten Tomatoes überzeugen und erhielt auf Metacritic einen Metascore von 61 von 100 möglichen Punkten.
Catherine Newmark von Zeit Online findet, Ocean’s 8 sei ein temporeicher und unterhaltsamer Heist-Film, bei dem sich das Star-Ensemble mit spürbarer Lust in seine Rollen hänge. Der Film, der Teil eines weiblichen Trends in Hollywood sei, „inszeniert die eingeschworenen weiblichen Bande explizit, und die Darstellerinnen verschwestern sich auch außerhalb der Fiktion“, wodurch die weibliche Solidarität im realen Hollywood in Zeiten von MeToo sehr angenehm sei. Zwar erkennt Newmark, dass der Film wenig mit der Realität zu tun habe, allerdings sei er genauso „leichtherzig, sinnlos und lustvoll anzusehen“ wie die männlichen Vorgängerfilme und erschließe dabei neue Rollenfelder für Schauspielerinnen.
Im Gegensatz zu Catherine Newmark sieht Daniel Krüger vom Musikexpress in Ocean’s 8 keinen Fortschritt der Frauenbewegung in Hollywood, bei der man Darstellerinnen gleiche Gagen wie ihren männlichen Kollegen, mehr Dialoge und wichtige Hauptrollen geben wolle. Obwohl der Film wie ein Schritt in die richtige Richtung wirke, setze er dennoch nur auf das Prinzip „Frauen statt Männer“, wobei Regisseur Gary Ross keine interessanten Figuren schaffe und vor allem Sandra Bullocks Figur sich nur über „ihre Verwandtschaft mit dem von George Clooney in drei Filmen unter Soderbergh gemimten Danny Ocean definiert […]“. Das Drehbuch sei uninspiriert, wobei vor allem die langweilige Vorbereitung auf den Coup und die viel zu einfache Durchführung des Raubüberfalls negativ hervorgehoben werden, und könne auch nicht durch Kameratricks und Schnitte kaschiert werden. Dass darüber hinaus der gesamte Coup nur durch einen altbekannten Mann gelinge, sei, so Krüger zusammenfassend, „wie ein Schlag ins Gesicht der Frauenbewegung in Hollywood“.
David Kleingers von Spiegel Online fasst Ocean’s 8 als routinierten Heist-Movie auf. Die Figuren werden ohne detaillierte Figurenzeichnung nur knapp umrissen, wodurch der Film wie ein „Schaulaufen der Stars“ wirke, allerdings seien in diesem Genre die tatsächliche Umsetzbarkeit des Coups oder die Hintergründe dazu nur Nebensache. Vielmehr gehe es um die möglichst raffinierte Umsetzung, die der Film nicht schlechter als seine Vorgänger mache, aber trotzdem nur „Altbekanntes in neuen Gewändern“ präsentiere. Außerdem würden einige sanft-ironische Spitzen nicht ausreichen, um die überkommenen Geschlechterrollen zu überholen und ein „Akt der Gleichberechtigung“ zu sein. Zusammenfassend meint Kleingers, Ross habe es nicht geschafft, dem Glanz auch etwas Substanz zu verleihen.

### Einspielergebnis
Am ersten Wochenende lag Ocean’s 8 auf Platz 1 der US-Kinostarts und spielte 41,5 Millionen US-Dollar ein, womit er die Prognosen deutlich übertraf. Am Startwochenende in Deutschland gelangte der Film auf Platz 2 der Kino-Charts. Die weltweiten Einnahmen liegen bei 297,72 Millionen US-Dollar. Allein 140,22 Millionen US-Dollar spielte er in den USA ein. In Deutschland verzeichnete der Film 788.454 Besucher und nahm 7,4 Millionen US-Dollar ein.

### Auszeichnungen
Nickelodeon Kids’ Choice Awards 2019
- Nominierung als Lieblings-Filmschauspielerin (Rihanna)[22]

People’s Choice Awards 2018
- Nominierung als Action movie
- Nominierung als Female movie star (Sandra Bullock)
- Nominierung als Female movie star (Anne Hathaway)[23]

Teen Choice Awards 2018
- Nominierung als Choice Summer Movie
- Nominierung als Choice Summer Movie Actress (Sandra Bullock)[24]